# Lycaena cuprinus
Lycaena cuprinus är en fjärilsart som beskrevs av Henri de Peyerimhoff 1862. Lycaena cuprinus ingår i släktet Lycaena och familjen juvelvingar. Inga underarter finns listade i Catalogue of Life.